# Old Tjikko
Old Tjikko (littéralement « vieux Tjikko ») est un Épicéa commun vieux de 9 550 ans, situé sur la montagne de Fulufjället en Suède, dans le comté de Dalécarlie.
Il s'agit de l'un des plus vieux arbres clonaux (arbres pouvant disposer de troncs multiples mais disposant d'un système racinaire commun) individuels au monde.

## Présentation
Découvert en 2004 par le géologue Leif Kullman, professeur à l'Université d'Umeå, il a été baptisé « Old Tjikko » en hommage à son chien mort,. Sa datation au carbone 14 indique que ses racines ont 9 550 ans.
Ayant germé vers 7550 av. J.-C., après la fin de la dernière période glaciaire, il s'agit en réalité d'un des clones issu de la plante mère : l'âge exact de la partie visible n'est pas 9 550 ans, mais l'analyse du bois sous-jacent (mort aujourd'hui) montre qu'il contient le même matériel génétique que la partie vivante et contemporaine de cet arbre. D'après Kullman, son incroyable longévité vient de sa capacité à se cloner lui-même.
Il est haut de 4 m, et pousse isolé à une altitude de 910 m au pied d'une montagne de 1 184 m[réf. souhaitée].

## Images

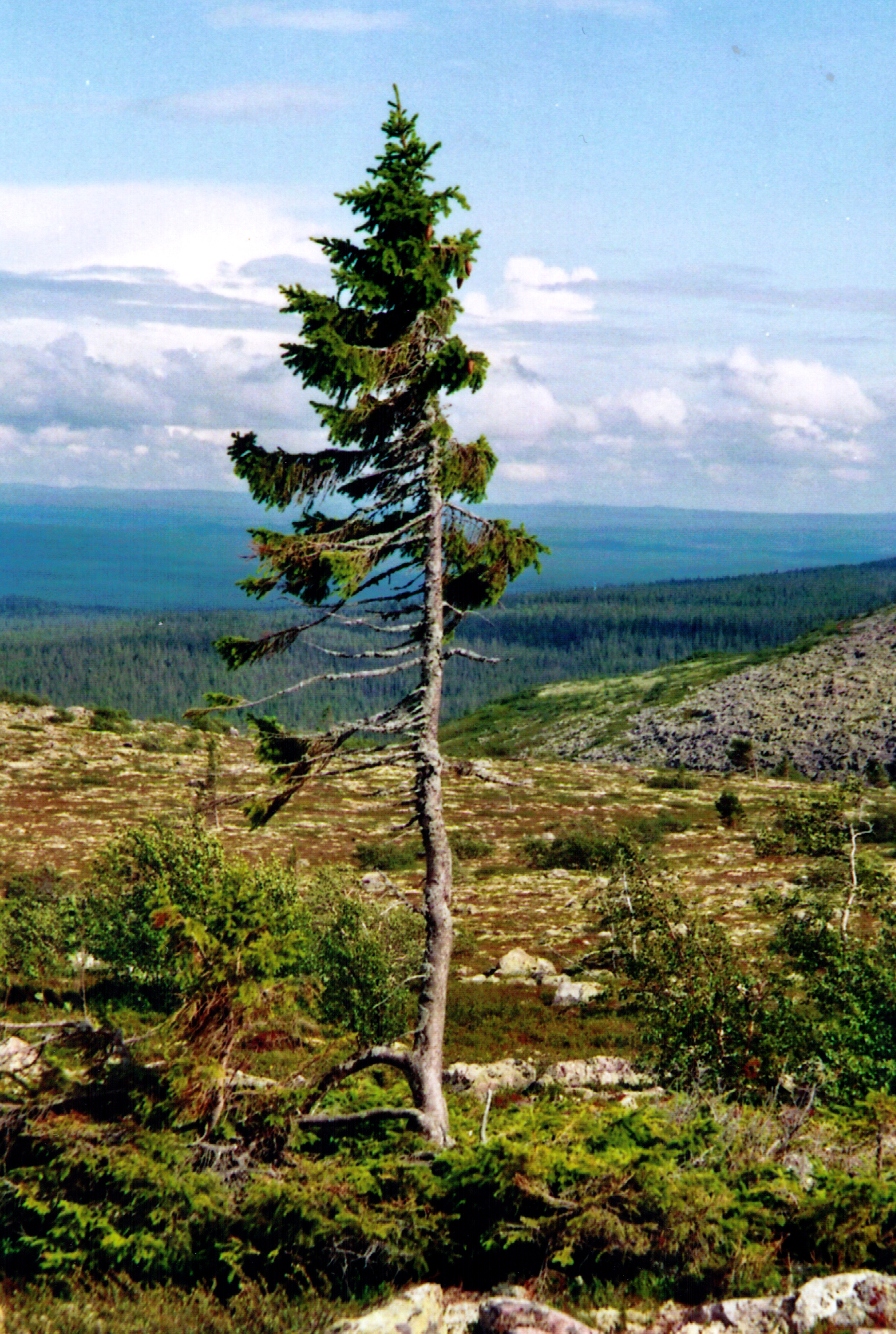
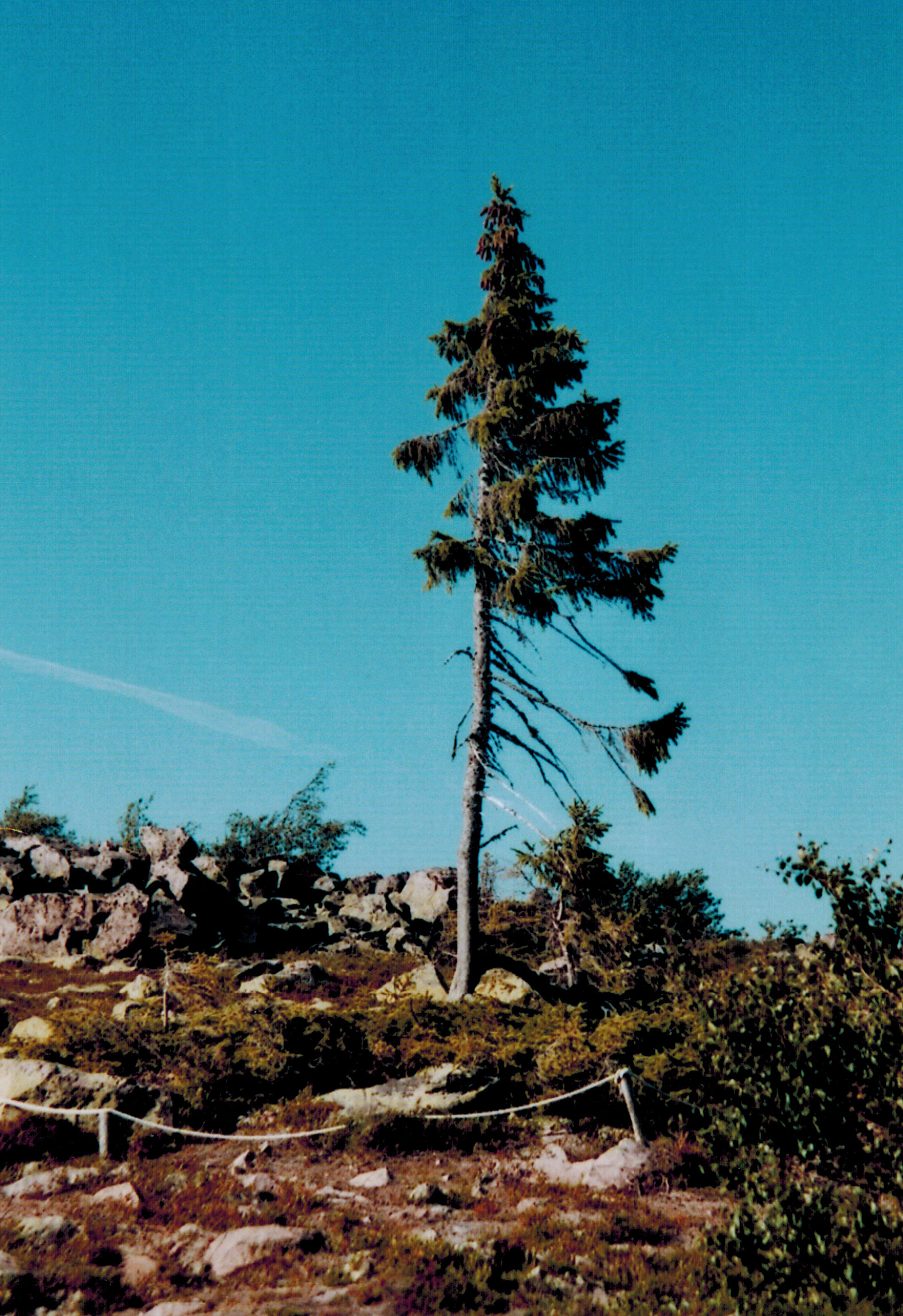
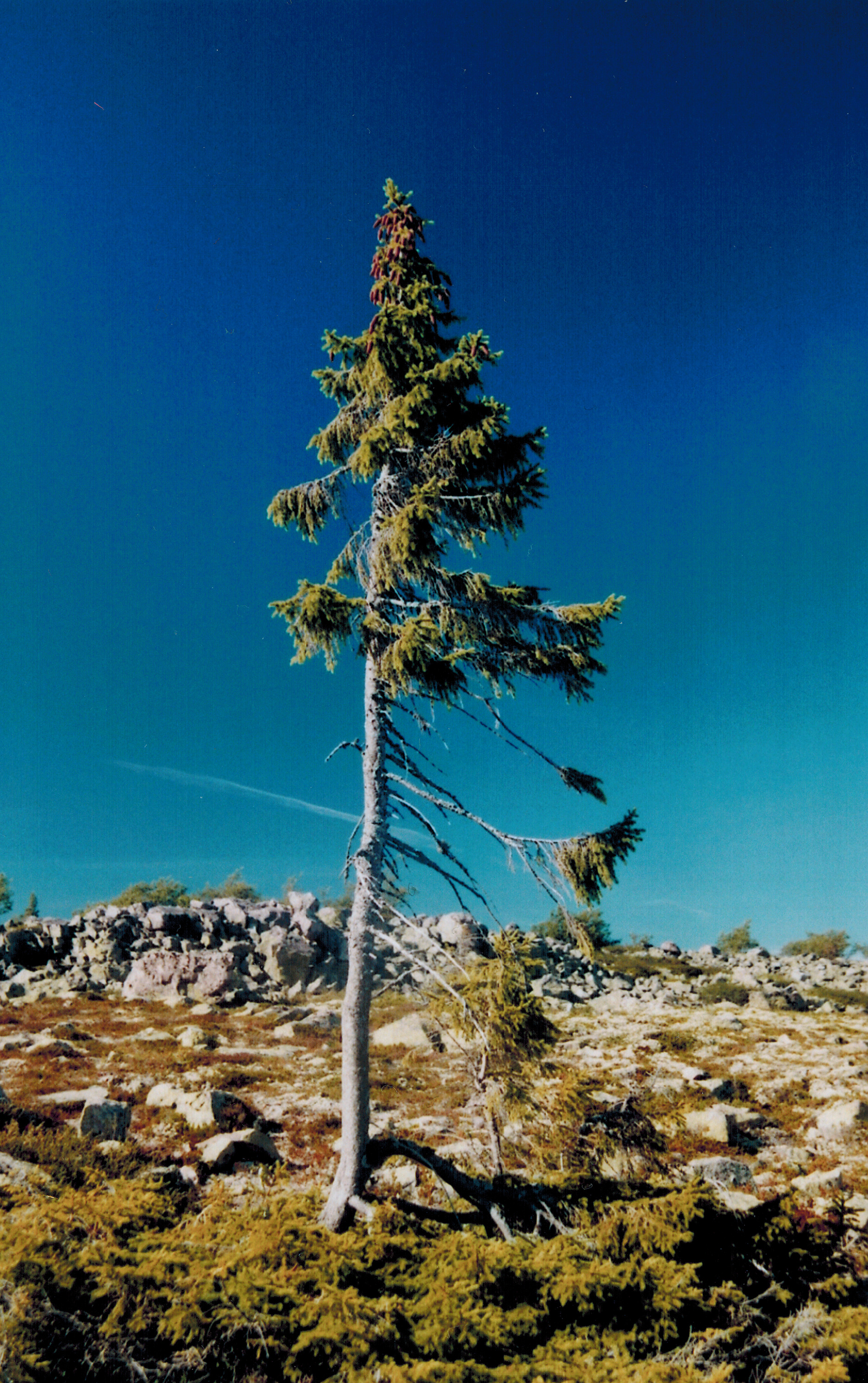
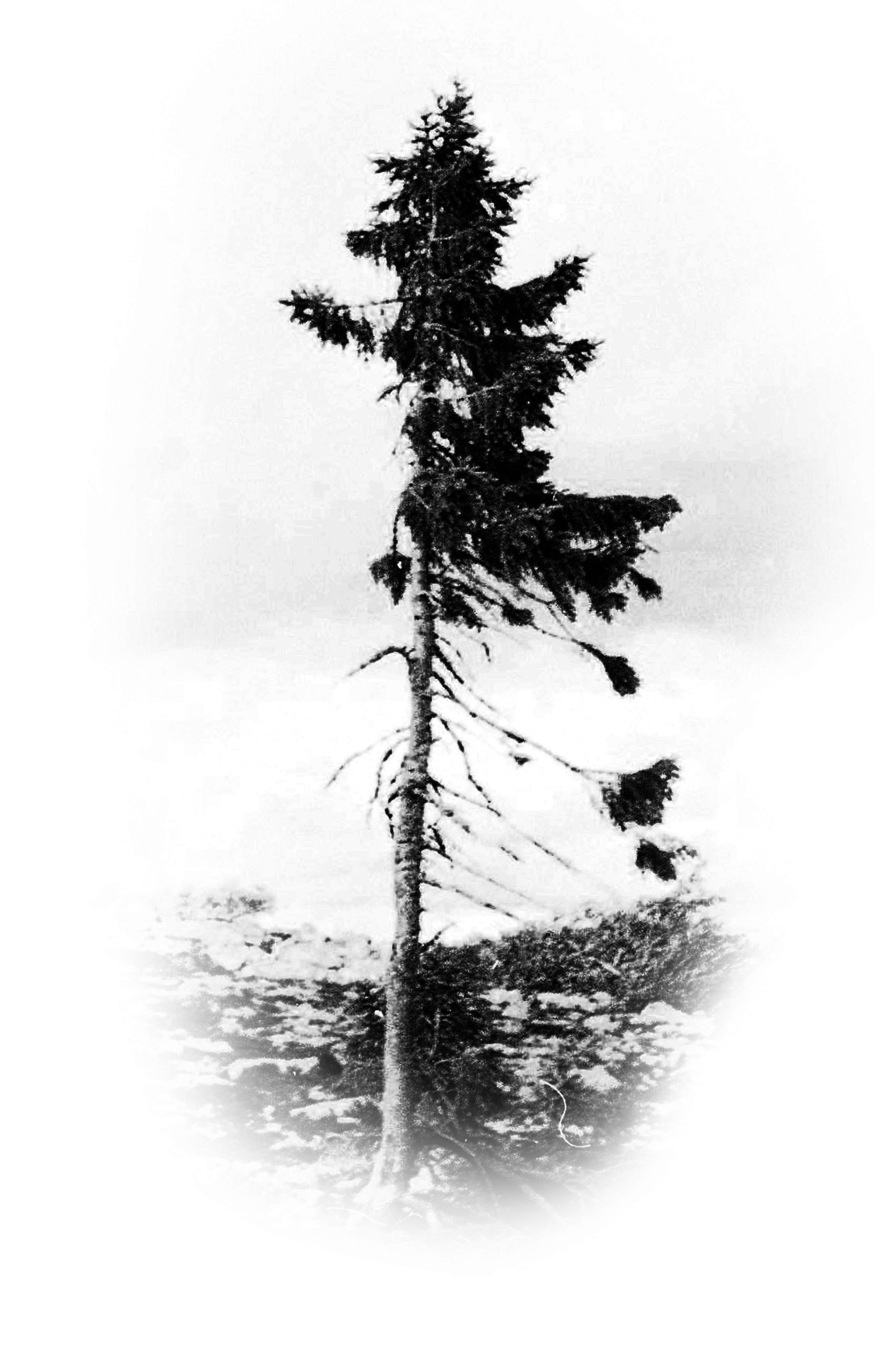